# William A. Richards
William Alford Richards, född 9 mars 1849 i Grant County, Wisconsin, död 25 juli 1912 i Melbourne, var en amerikansk lantmätare, ranchägare och politiker (republikan). Han var guvernör i delstaten Wyoming 1895–1899.
Richards kom först till Wyomingterritoriet som lantmätare, ett yrke som han utövade även i Nebraska. Han gifte sig 1874 med Harriet Alice Hunt i Kalifornien och var från och med 1884 verksam som ranchägare i platån Bighorn Basin i Wyomingterritoriet.
Richards vann guvernörsvalet 1894 som republikanernas kandidat. Han efterträdde demokraten John Eugene Osborne som guvernör och efterträddes 1899 av republikanen DeForest Richards.
William A. Richards var mellan 1903 och 1907 kommissionär vid General Land Office med ansvar för fördelningen av indianernas land mellan vita nybyggare. År 1912 reste han till Australien som delegat för den amerikanska konstbevattningskommittén. Han avled i Melbourne och gravsattes på Lakeview Cemetery i Cheyenne.